# 武井日向
武井 日向（たけい ひなた、1997年6月17日 - ）は、ジャパンラグビーリーグワンリコーブラックラムズ東京に所属するラグビー選手でチームの主将。

## プロフィール
- 栃木県佐野市出身[1]。
- ポジションはフッカー(HO)。
- 身長 171 cm、体重 95 kg
- ジュニア・ジャパンに選ばれたことがある[2]。
- U20日本代表に選ばれたことがある[3]。

## 略歴
小学3年生からラグビーを始めた。
2016年、國學院栃木高校卒業後、明治大学に入学する。なお國學院栃木高校時代、主将を務めたことがある。
2019年、明治大学ラグビー部の主将に就任した
2020年、明治大学卒業後、リコーブラックラムズ(現・リコーブラックラムズ東京)に加入。
2021年2月20日にジャパンラグビートップリーグ第1節パナソニック ワイルドナイツ戦に途中出場で公式戦初出場を果たす。同年7月、リコーブラックラムズ東京の主将に就任。

## テレビ出演
- Black LOVEz（2022年1月3日、TOKYO MX）[10]